# Sommer-Paralympics 2016/Teilnehmer (Papua-Neuguinea)
| stlisierte Goldmedaille | stlisierte Silbermedaille | stlisierte Bronzemedaille |
| ----------------------- | ------------------------- | ------------------------- |
| —                       | —                         | —                         |

Papua-Neuguinea entsendete zu den Paralympischen Sommerspielen 2016 in Rio de Janeiro zwei Athleten, einen Mann und eine Frau. 

## Leichtathletik

### Männer
| Athleten     | Wettbewerb        | Vorlauf / Vorkampf | Rang | Halbfinale |
| ------------ | ----------------- | ------------------ | ---- | ---------- |
| Samuel Nason | 400 m (T45/46/47) | 53,64 sek          | 4    | –          |

### Frauen
| Athleten        | Wettbewerb  | Vorlauf / Vorkampf | Rang | Halbfinale |
| --------------- | ----------- | ------------------ | ---- | ---------- |
| Joyleen Jeffrey | 100 m (T12) | 15,33 sek          | 3    | –          |
| Joyleen Jeffrey | 200 m (T12) | 32,78 sek          | 4    | –          |